# Tercer Frente Báltico
El Tercer Frente Báltico (en ruso: 3-й Прибалтийский фронт) fue un Frente (grupo de ejércitos) del Ejército Rojo durante la Segunda Guerra Mundial. Se estableció el 21 de abril de 1944 y se disolvió el 16 de octubre de ese mismo año después de una serie de campañas en los estados bálticos que culminaron con la captura de Riga del 13 al 15 de octubre de 1944. El único comandante del frente fue el coronel general Iván Maslennikov.
El cuartel general del nuevo frente se formó a partir del cuartel general del disuelto 20.º Ejército, y los ejércitos de campaña subordinados al frente se tomaron del ala izquierda (sur) del Frente de Leningrado. Las operaciones en las que participó el Tercer Frente Báltico incluyen la Ofensiva de Tartu y la Ofensiva de Riga (14 de septiembre al 24 de octubre de 1944), ambas parte integral de la Ofensiva del Báltico. Tras la captura de Riga, el 13 de octubre, el alto mando soviético disolvió el 3er Frente Báltico como unidad de combate y reasignó sus ejércitos a otros frentes.

## Historial de combate
A finales de febrero y principios de marzo de 1944, los ejércitos 42.º, 54.º y 67.º del Frente de Leningrado intentaron romper la Línea Panther cerca de Pskov - Ostrov, pero fracasaron. 
Para abrirse paso en esta área, El Stavka (Comando Supremo de las Fuerzas Armadas) decidió crear el 18 de abril, el Tercer Frente Báltico con los ejércitos que formaban el ala izquierda (sur) del Frente de Leningrado, al mando del coronel general Iván Máslennikov. El frente incluía inicialmente al 14.º Ejército Aéreo, así como a los ejércitos 42.º, 54.º, 67.º. El cuartel general del nuevo frente se estableció sobre la base del cuartel general del disuelto 20.º Ejército.
Más tarde, el Tercer Frente Báltico también incluyó al 61.º Ejército y el 1.er Ejército de Choque, el 10.º Cuerpo de Tanques y la 2.ª División de Artillería Avanzada. Inicialmente, el 3.er Frente Báltico solo tenía la tarea de distraer a las fuerzas de la Wehrmacht y no tenía misiones de combate.
El Grupo de Ejércitos Norte, que defendía el sector norte de la línea Panther-Wotan, incluía solo a los ejércitos 16.º y 18.º y al Destacamento de Ejército Narva, al mando de Johannes Friessner atrapados en Estonia. El Tercer Frente Báltico lanzó su ofensiva el 17 de julio en el frente del 18.º Ejército al sureste del Lago Polisto en dirección a Ostrov-Pskov y más adelante en dirección a Valka. El 19 de julio, las tropas del frente cruzaron el río Velíkaya. Sin embargo, el 18.º Ejército alemán logró repeler todos los intentos del Ejército soviético de avanzar y, para el 20 de julio, se vio obligado a retirarse gradualmente a la frontera de Daugavpils al oeste de Pskov. En la mañana del 21 de julio, tropas del frente entraron en Ostrov desde el sur y ocuparon más de 150 pequeñas ciudades durante ese día. El 23 de julio, capturaron Pskov, después de lo cual lideraron batallas ofensivas al suroeste de Pskov del 30 al 31 de julio. Como resultado de esta ofensiva, el Ejército Rojo avanzó entre 50 y 130 km en dirección oeste.
El 10 de agosto, el Tercer Frente Báltico atacó al XXVIII Cuerpo de Ejército de la Wehrmacht, que estaba en el ala izquierda del 18.º Ejército, y rompió la línea de defensa de Marienburgo en la sección del Lago Peipus-Cuevas-Aluksne. El 13 de agosto, unidades del 3er Frente Báltico entraron en Võru. Luego, el frente tuvo que cortar las comunicaciones entre la unidades de la Wehrmacht desplegadas en Estonia y el norte de Letonia, para lo cual los ejércitos 1.º de Choque, 67.º y 53.º lanzaron una ofensiva en dirección noroeste. El 21 de agosto, diez divisiones de infantería y cinco formaciones de tanques del 3.erFrente Báltico se concentraron en el área de las estaciones ferroviarias de Karula y Sangaste para la ofensiva de Tartu. 
El 24 de agosto, el Panzerverband (grupo acorazado) Strachwitz del Conde Hyazint Strachwitz, lanzó una contraofensiva en Tams, que, sin embargo, no tuvo éxito. El 25 de agosto, tropas del Tercer Frente Báltico lograron ocupar Tartu. Entre agosto y principios de septiembre de 1944, las tropas del 3.er Frente Báltico avanzaron un total de 100 kilómetros, ocupando una posición ventajosa para atacar el flanco del grupo de ejércitos Narva.
El 15 de septiembre, el Tercer Frente Báltico, junto con los otros dos frentes bálticos que operan más al sur, pasaron a la ofensiva contra Riga. Avanzando al sur de Tartu a lo largo de la vía férrea Pskov-Riga, las tropas del Tercer Frente Báltico obligaron al 18.º Ejército, a retirarse a través de Valga hacia el suroeste. El 23 de septiembre, el Tercer Frente Báltico ocupó la ciudad de Valmiera y más de ochenta asentamientos, incluidos Kärstna, Mäeküla, Suresilma, Chumpi, Renzen, Jaunierzen y las estaciones de tren de Pixari y Saule. Luego, avanzó para perseguir al 18.° Ejército de la Wehrmacht, que se retiraba en dirección a Sigulda a entre 60 y 80 kilómetros de Riga.
En la noche del 5 al 6 de octubre, las tropas del 2.º y 3.º frentes bálticos reanudaron la ofensiva de Riga y durante la persecución del 18.º Ejército, el 10 de octubre alcanzaron el circuito defensivo exterior de la ciudad. El 12 de octubre comenzó la lucha por Riga. El 13 de octubre, las tropas del Tercer Frente Báltico ocuparon la parte de la margen derecha de la ciudad, y el 15 de octubre, las tropas del Segundo Frente Báltico tomaron la parte de la margen izquierda. Las principales fuerzas del 18.º Ejército de la Wehrmacht lograron retirarse a través de Riga hacia el suroeste.
Después de la liberación de Riga el frente se disolvió. Su cuartel general, junto con unidades e instituciones de primera línea y el 54.º Ejército se retiraron a la reserva general de la Stavka. Las tropas restantes fueron transferidas a los frentes de Leningrado (67.º Ejército), 1.º Báltico (61.º Ejército) y 2.º Báltico (1.º Ejército de Choque y 14.º Ejército Aéreo).

## Composición
En mayo de 1944, el Tercer Frente Báltico se encontraba bajo el mando del coronel general Iván Máslennikov, e incluía las siguientes unidadesː
- 42.º Ejército (cinco divisiones de fusileros) comandanteː teniente general Vladímir Svirídov.[11]
- 54.º Ejército (dos divisiones de fusileros, una división de artillería antiaérea y un regimiento de cazacarros SU) comandanteː teniente general Serguéi Roginski.[12]
- 67.º Ejército (diez divisiones de fusileros, una división de artillería antiaérea, una división de artillería, una brigada de tanques y un regimiento de cazacarros SU) comandante teniente general Vladímir Romanovski.[13]
- 14.º Ejército Aéreo (una división de cazas una división de asalto, una división compuesta) comandante: teniente general de aviación Iván Zhuravlev.[14]
- Reserva del Frente (seis divisiones de fusileros, dos brigadas de tanques y un regimiento de cazacarros SU)

Más tarde, el Tercer Frente Báltico también incluyó al 
- 61.º Ejército, comandante teniente general, desde el 26 de julio de 1944 coronel general Pável Belov.
- 1.er Ejército de Choque, comandante teniente general Nikanor Zajvataev.[15]
- 10.º Cuerpo de Tanques
- 2.ª División de Artillería Avanzada

## Mando

### Comandante
- Coronel general, desde julio de 1944 general de ejército Iván Máslennikov.

### Miembro del Consejo Militar
- Teniente general Mijaíl Rudakov.[16]

### Jefe de Estado Mayor
- Teniente general Vladímir Vasjevich.[17]

### Jefe del Servicio de Ingeniería
- Mayor general de Ingenieros Nikolái Kirchevski[18]